# Герхард Ертл
Герхард Ертл (Штутгарт, 10. октобар 1936) је физичар који је допринео развоју такозване површинске хемије. Од 1986. до 2004. био је директор одсека физичке хемије на Институту Фриц Хабер у Берлину. Октобра 2007. додељена му је Нобелова награда за хемију за истраживање хемијских реакција на чврстим површинама.
Докторирао је 1965. на Техничком универзитету у Минхену са темом „О кинетици каталитичке оксидације водоника на кристалима германијума“ (Über die Kinetik der katalytischen Oxidation von Wasserstoff an Germanium-Einkristallen). Од 1996. ради као професор на Хумболтовом универзитету у Берлину.
Герхард Ертл се бавио утврђивањем механизама на молекуларном нивоу који утичу на каталитичку синтезу амонијака на гвожђу (Хабер-Бошов процес) и каталитичку оксидацију угљен-моноксида у присуству паладијума (каталитичка конверзија). Открио је феномен осцилаторних реакција на површини платине и електронским микроскопом добио прве слике промена које се збивају при оваквој реакцији.
Његов рад је дао објашњења за смањење слоја озона у атмосфери, функционисање каталитичких посуда у аутомобилским моторима итд.